# Собор святого Мартина (Братислава)
Собор святого Мартина у Братиславі (словац. Katedrála sv. Martina, нім. Kathedrale des Heiligen Martin, угор. Szent Márton-dóm або угор. Koronázó templom) — готичний храм Братислави. Костел святого Мартина є кафедральним собором архідієцезії Братислави. Входить до списку національних пам'яток культури Словаччини.

## Назва
- Собор святого Мартина у Братиславі
- Прессбурзький собор — історична назва від німецької назви Братислави.
- Братиславський собор

## Історія

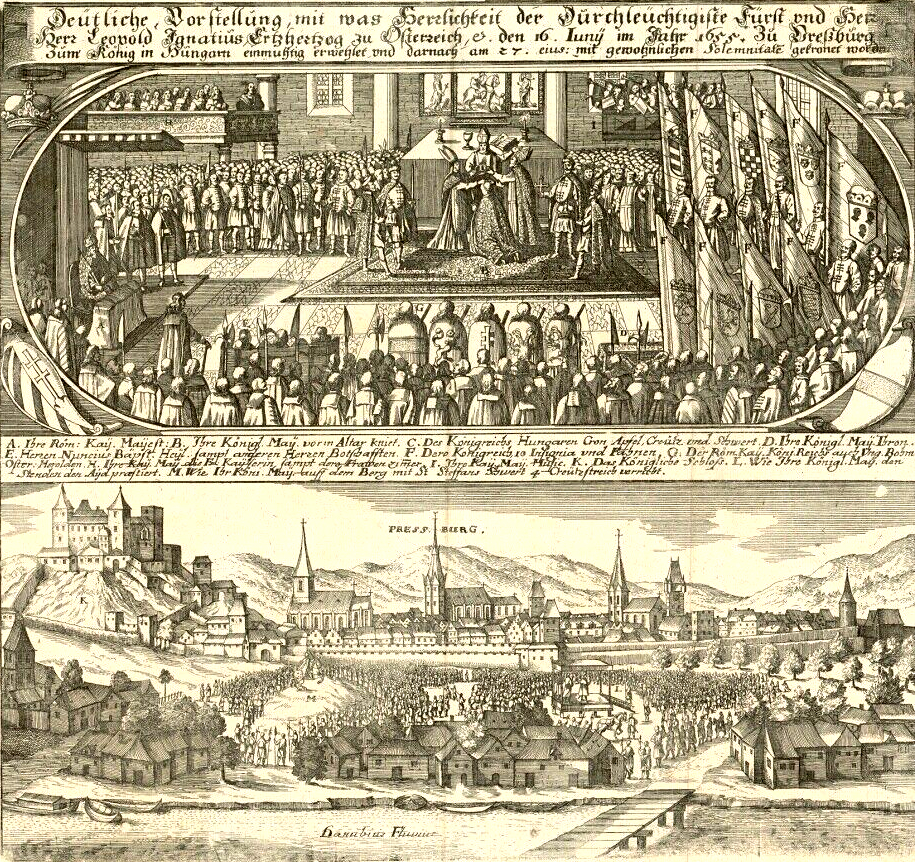
Коронація імператора Леопольда I в соборі Святого Мартина, 1655

Початок будівництва собору датують XIII століттям. Сучасний вид отримав у 1849 році.
З 1563 по 1830 роки в соборі святого Мартина проходили коронації імператорів Священної Римської імперії та Австро-Угорщини в якості королів Угорщини, зокрема Максиміліана II (1563), Марії Терезії (1741).
В інтер'єрі є скульптурна група св. Мартина (автор — Георг Рафаель Доннер) у стилі бароко, середньовічні готичні надгробні пам'ятники і кольорові вітражі.
У катакомбах храму є поховання видатних представників духовного сану та іменитих дворянських родів. У соборі розташована гробниця Йозефа Ігнаца Байзи, автора першого словацького роману.

## Поховання
- Софія Баварська — королева Богемії

## Галерея

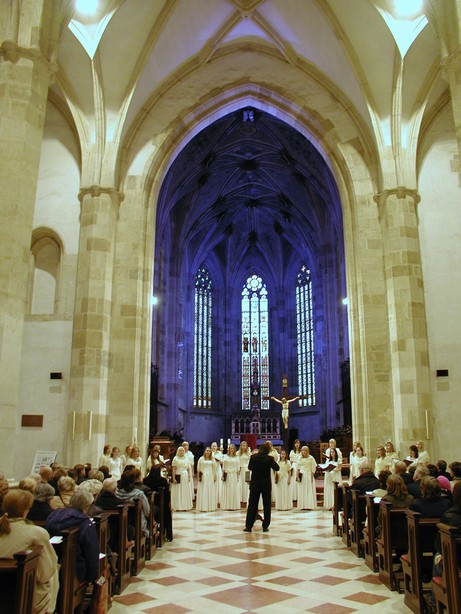
Інтер'єр собору
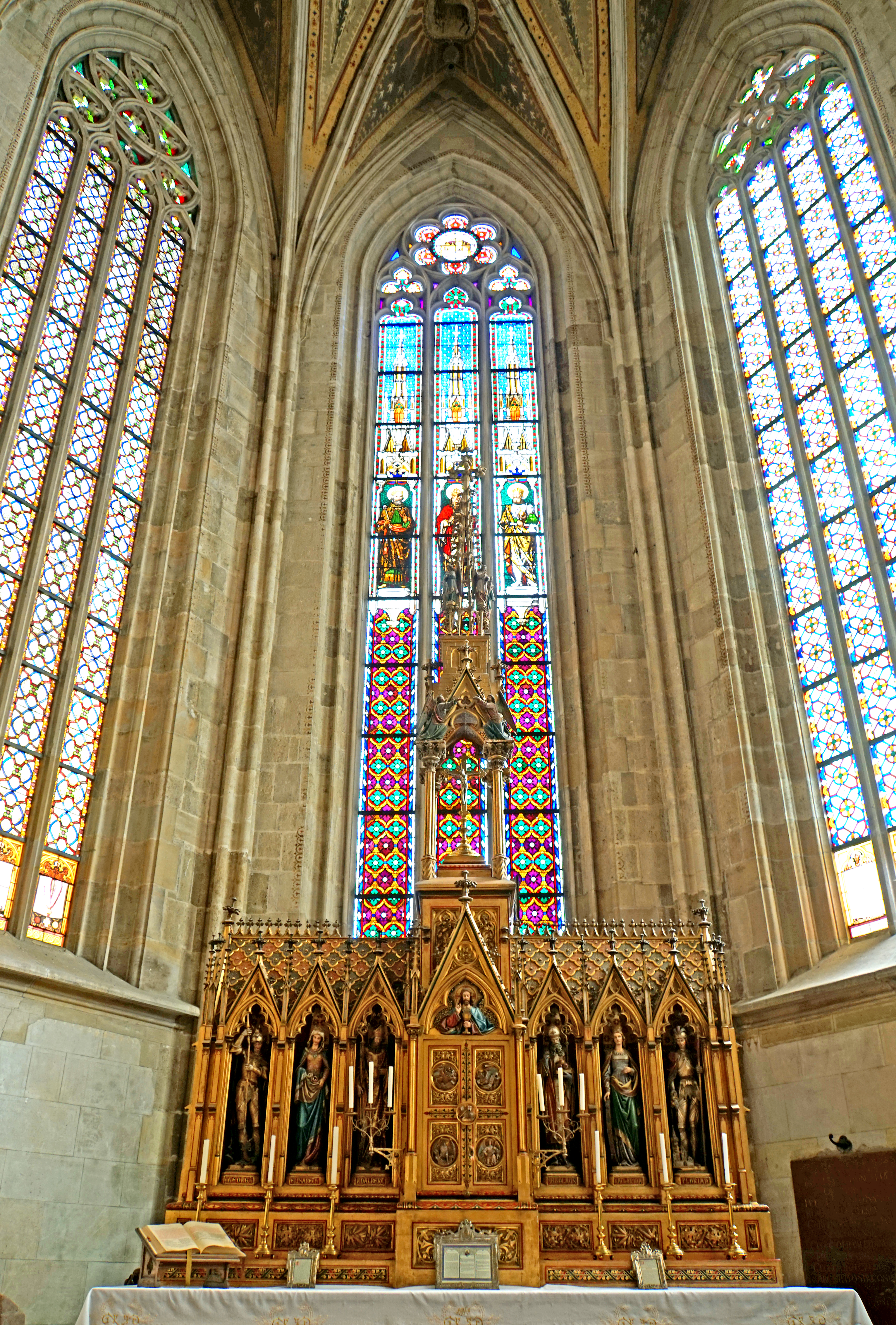
Вітражі